# Saison 2004-2005 de la Celtic League
Navigation
Celtic League 2003-2004 Celtic League 2005-2006
La saison 2004-2005 de la Celtic League oppose seulement onze franchises puisque l'équipe des Celtic Warriors est démantelée par la fédération galloise. Il y a donc trois écossaises, quatre irlandaises et quatre galloises. La compétition se déroule du 3 septembre 2004 au 26 mars 2005 selon un championnat avec des matchs aller-retour où chaque équipe rencontre tous ses adversaires deux fois. La province en tête du classement à l'issue la dernière journée de compétition est déclarée championne.
Les Gallois des Ospreys terminent à la première place du classement et s'adjugent le trophée pour la première fois de leur histoire.

## Les équipes
| Franchises irlandaises - Connacht - Leinster - Munster - Ulster | Franchises écossaises - The Borders - Édimbourg Rugby - Glasgow Rugby | Franchises galloises - Cardiff Blues - Newport Gwent Dragons - Llanelli Scarlets - Neath-Swansea Ospreys |

## Classement
| Rang | Franchise             | J  | V  | N | D  | Bo | Bd | Pm  | Pe  | Diff | Pts |
| ---- | --------------------- | -- | -- | - | -- | -- | -- | --- | --- | ---- | --- |
| 1    | Neath-Swansea Ospreys | 20 | 16 | 1 | 3  | 7  | 3  | 508 | 267 | +241 | 76  |
| 2    | Munster               | 20 | 15 | 1 | 4  | 6  | 1  | 470 | 331 | +139 | 69  |
| 3    | Leinster              | 20 | 12 | 1 | 7  | 4  | 3  | 455 | 350 | +105 | 57  |
| 4    | Newport Gwent Dragons | 20 | 11 | 0 | 9  | 4  | 2  | 381 | 436 | -55  | 50  |
| 5    | Llanelli Scarlets (T) | 20 | 9  | 0 | 11 | 7  | 3  | 402 | 446 | -44  | 46  |
| 6    | Glasgow Rugby         | 20 | 8  | 1 | 11 | 4  | 7  | 465 | 466 | -1   | 45  |
| 7    | Édimbourg Rugby       | 20 | 9  | 0 | 11 | 4  | 4  | 409 | 407 | +2   | 44  |
| 8    | Ulster                | 20 | 9  | 0 | 11 | 2  | 5  | 363 | 387 | -24  | 43  |
| 9    | Cardiff Blues         | 20 | 8  | 1 | 11 | 2  | 4  | 350 | 404 | -54  | 40  |
| 10   | Connacht              | 20 | 7  | 1 | 12 | 2  | 5  | 317 | 407 | -90  | 37  |
| 11   | The Borders           | 20 | 3  | 0 | 17 | 2  | 4  | 337 | 556 | -219 | 18  |

|  | Vainqueur de la compétition (no 1) |
|  | T : Tenant du titre 2004           |

Attribution des points : victoire : 4, match nul : 2, défaite : 0 ; plus les bonus (offensif : 4 essais marqués ; défensif : défaite par 7 points d'écart maximum).
Règles de classement : 1. Nombre de victoires ; 2.différence de points ; 3. nombre d'essais marqués ; 4. nombre de points marqués ; 5. différence d'essais ; 6. rencontre supplémentaire si la première place est concernée sinon nombre de cartons rouges, puis jaunes.

## Résultats

### Tableau synthétique des résultats
L'équipe qui reçoit est indiquée dans la colonne de gauche.
| Clubs                 | BOR   | CAR   | CON   | DRA   | EDI   | GLA   | LLA   | LEI   | MUN   | OSP   | ULS   |
| --------------------- | ----- | ----- | ----- | ----- | ----- | ----- | ----- | ----- | ----- | ----- | ----- |
| The Borders           |       | 35-25 | 9-18  | 6-14  | 19-10 | 7-10  | 15-26 | 29-16 | 23-38 | 15-23 | 19-20 |
| Cardiff Blues         | 33-12 |       | 31-6  | 18-8  | 12-17 | 24-19 | 14-10 | 6-15  | 30-20 | 9-15  | 22-8  |
| Connacht              | 29-27 | 8-18  |       | 19-14 | 24-35 | 31-15 | 11-18 | 21-26 | 0-3   | 13-22 | 13-19 |
| Newport Gwent Dragons | 42-15 | 25-21 | 24-19 |       | 16-17 | 21-16 | 15-0  | 34-13 | 8-24  | 33-29 | 13-11 |
| Édimbourg Rugby       | 31-18 | 35-16 | 13-16 | 33-3  |       | 18-12 | 23-0  | 41-33 | 0-11  | 15-31 | 16-17 |
| Glasgow Rugby         | 36-22 | 19-14 | 35-0  | 29-38 | 12-10 |       | 40-29 | 23-30 | 26-28 | 27-27 | 34-20 |
| Llanelli Scarlets     | 39-22 | 25-13 | 21-29 | 35-26 | 37-16 | 30-57 |       | 24-22 | 32-17 | 6-23  | 22-9  |
| Leinster              | 50-13 | 9-9   | 18-9  | 55-3  | 35-13 | 22-16 | 31-25 |       | 17-15 | 12-16 | 9-8   |
| Munster               | 45-8  | 19-18 | 27-27 | 25-16 | 30-20 | 25-19 | 19-13 | 19-13 |       | 13-9  | 21-15 |
| Neath-Swansea Ospreys | 34-10 | 39-3  | 9-10  | 30-0  | 29-12 | 40-17 | 28-7  | 11-3  | 34-17 |       | 22-21 |
| Ulster                | 17-13 | 30-14 | 23-14 | 21-28 | 36-34 | 30-3  | 16-3  | 15-26 | 3-24  | 24-37 |       |

|  | Victoire à domicile |  | Match nul |  | Défaite à domicile |

### Détail des résultats
Les points marqués par chaque équipe sont inscrits dans les colonnes centrales (3-4) alors que les essais marqués sont donnés dans les colonnes latérales (1-6). Les points de bonus sont symbolisés par une bordure bleue pour les bonus offensifs (quatre essais ou plus marqués), orange pour les bonus défensifs (défaite avec au plus sept points d'écart), rouge si les deux bonus sont cumulés. 